# 李载赓

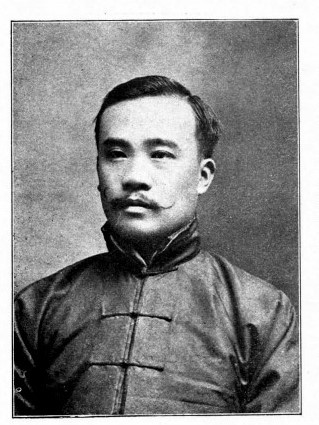
《民国之精华》中的李载赓照片

李载赓（？—？），字祝庭，一字竹亭，河南杞县城内文化街人，中國民主革命家，中華民國政治人物。

## 生平
他早年畢業於日本早稻田大学法律科。他是中國同盟會會員。中華民國成立後，他任南京临时参议院議員，後任民元國會衆議院議員。
抗日戰爭期間，日本統治杞县時期，1943年12月，杞县公署改为杞县政府，刘云亭（河北人）、李载赓先后任县长。1945年8月15日，日本无条件投降，驻杞县的日军撤出杞县县城，到兰封缴械，但李载赓任队长、张普恩任副队长的杞县保安联队仍在城内拒不投降，中共領導的軍隊遂于1945年8月26日夜攻克杞縣縣城，全歼守軍。